# De Zappers
De Zappers is een Belgische stripreeks over een aan televisie verslaafde familie. De origineel Franstalige reeks heette aanvankelijk Les Zappeurs en wordt sinds 2006 uitgegeven onder de titel Zapping génération.
De serie wordt sinds 1992 gemaakt door Serge Ernst. Sinds enkele jaren worden de scenario's geschreven door Jean-Louis Janssens. "De Zappers" wordt uitgegeven bij Dupuis.

## Albums
| Nummer | Titel                         | Schrijver           | Tekenaar    |
| ------ | ----------------------------- | ------------------- | ----------- |
| 1      | Gelijmd!                      | Serge Ernst         | Serge Ernst |
| 2      | Beste kijkers...              | Serge Ernst         | Serge Ernst |
| 3      | Zapper loot!                  | Serge Ernst         | Serge Ernst |
| 4      | Nog even geduld, alstublieft! | Serge Ernst         | Serge Ernst |
| 5      | Heel zappig                   | Serge Ernst         | Serge Ernst |
| 6      | Wie zapt, die wint!           | Serge Ernst         | Serge Ernst |
| 7      | Do ré mi fa sol zap si do     | Serge Ernst         | Serge Ernst |
| 8      | Jij zapt, wij draaien         | Serge Ernst         | Serge Ernst |
| 9      | Televisie houdt je scherp     | Jean-Louis Janssens | Serge Ernst |
| 10     | Hee! Ik ben op tv             | Jean-Louis Janssens | Serge Ernst |
| 11     | De zappers gaan uit de bol    | Jean-Louis Janssens | Serge Ernst |
| 12     | Zap voor je leven!            | Jean-Louis Janssens | Serge Ernst |